# Christoph Bertschy
Christoph Bertschy (* 5. April 1994 in Le Mouret) ist ein Schweizer Eishockeyspieler, der seit Juli 2022 erneut bei Fribourg-Gottéron aus der Schweizer National League unter Vertrag steht und dort auf der Position des rechten Flügelstürmers spielt. Zuvor war Bertschy bereits für den SC Bern sowie Lausanne HC in der Nationalliga aktiv und verbrachte darüber hinaus drei Jahre in der Organisation der Minnesota Wild in der National Hockey League (NHL).

## Karriere

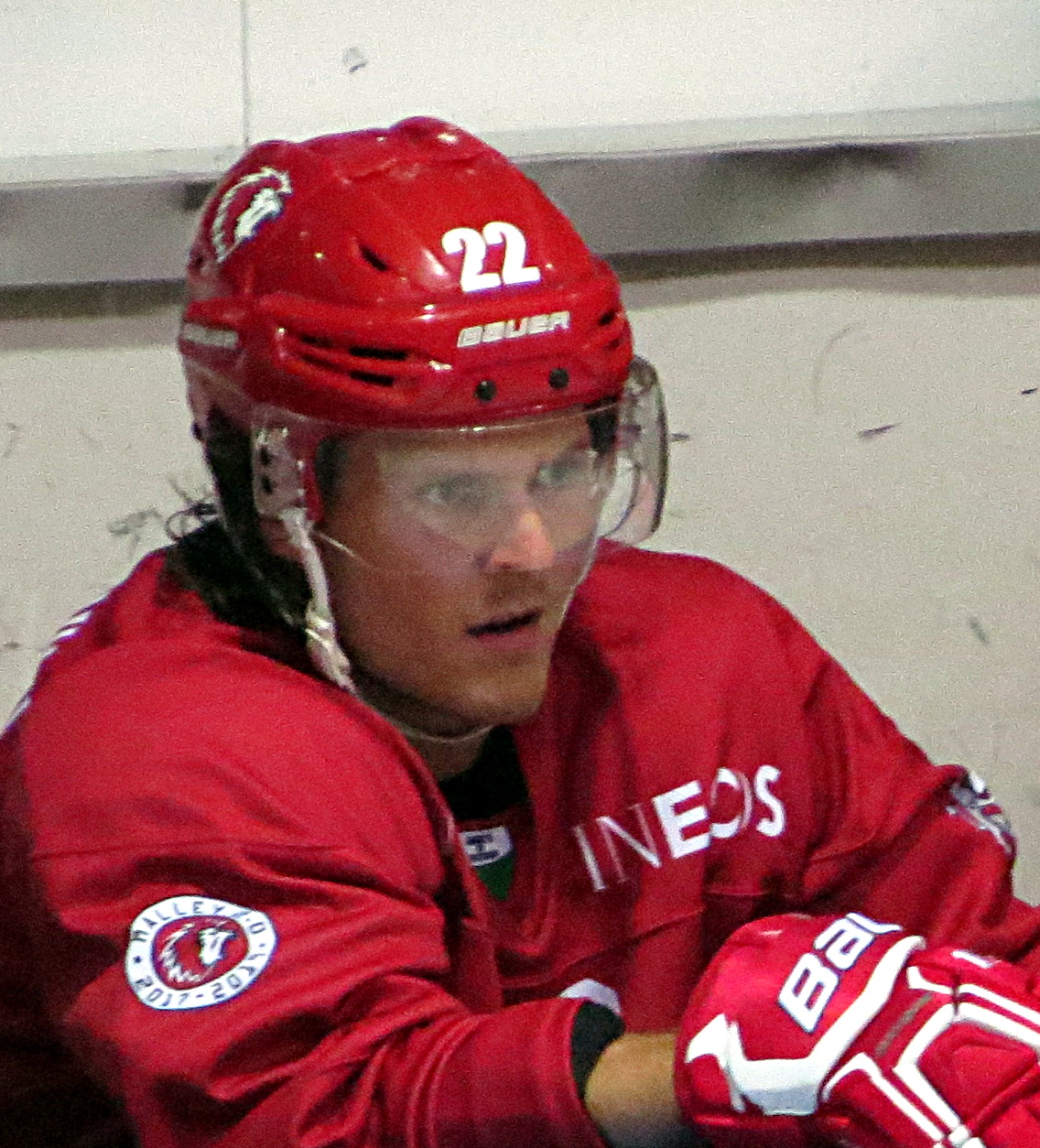
Bertschy im Trikot des Lausanne HC (2018)

Der auf der Position des Flügelstürmers agierende Christoph Bertschy spielte in seiner Jugend zuerst für die ENB SenSee in Düdingen. Im Moskito-Alter wechselte er in den Nachwuchsbereich von Fribourg-Gottéron, als Juniorenspieler dann zum SC Bern. Im Trikot der Stadtberner spielte er sowohl für die Elite Novizen, als auch die Elite-A-Junioren. Im Verlauf der Saison 2011/12 absolvierte der rechts schiessende Angreifer seine ersten NLA-Einsätze für den SC Bern. Er beendete seine Debütsaison mit 18 Scorerpunkten, insbesondere in der Qualifikation war er mit 16 Punkten in 31 Begegnungen eine der Neuentdeckungen der Spielzeit. Im Anschluss an diese Spielzeit wurde er beim NHL Entry Draft 2012 in der sechsten Runde an insgesamt 158. Position von den Minnesota Wild ausgewählt.
Er besaß beim SC Bern einen Kontrakt bis zum Saisonende 2014/15, den er erfüllte. Im Anschluss unterzeichnete er einen Einstiegsvertrag bei den Minnesota Wild, die ihn vorerst hauptsächlich bei ihrem Farmteam, den Iowa Wild aus der American Hockey League, einsetzten. Bei den Iowa Wild wurde er in den ersten beiden Reihen eingesetzt und erhielt ebenfalls viel Einsatzzeit bei Überzahlsituationen. Nach etwa zweieinhalb Jahren in der Organisation der Wild wurde der Angreifer im Februar 2018 samt Mario Lucia an die New Jersey Devils abgegeben, die im Gegenzug Viktor Lööv nach Minnesota schickten.
Da er auch bei den Devils ausschließlich in der AHL bei den Binghamton Devils eingesetzt worden war, entschloss er sich zu einer Rückkehr in die Schweiz und unterschrieb im März 2018 einen Vierjahresvertrag beim Lausanne HC. Zur Saison 2022/23 wechselte er zu Fribourg-Gottéron und unterzeichnete dort einen Siebenjahresvertrag mit Gültigkeit bis zum Saisonende 2028/29.

### International
Für die Schweiz nahm Bertschy an der U18-Junioren-Weltmeisterschaft 2011, am Ivan Hlinka Memorial Tournament 2011 sowie den U20-Junioren-Weltmeisterschaften 2012 und 2013 teil. Mit der A-Nationalmannschaft trat Bertschy bei den Weltmeisterschaften der Jahre 2019, 2021, 2022, 2023, 2024 und 2025 an. Dabei konnte er im Jahr 2024 vier Tore zum Gewinn der Silbermedaille beisteuern. Ebenso war er ein Jahr später Mitglied der Mannschaft, die abermalig Silber gewann. Des Weiteren nahm er an den Olympischen Winterspielen 2022 in Peking teil.

## Erfolge und Auszeichnungen
- 2013 Schweizer Meister mit dem SC Bern
- 2015 Schweizer Cupsieger mit dem SC Bern
- 2024 Spengler-Cup-Gewinn mit Fribourg-Gottéron

### International
- 2011 Bronzemedaille beim Europäischen Olympischen Winter-Jugendfestival
- 2024 Silbermedaille bei der Weltmeisterschaft
- 2025 Silbermedaille bei der Weltmeisterschaft

## Karrierestatistik
Stand: Ende der Saison 2024/25

### International
Vertrat die Schweiz bei:
| - Ivan Hlinka Memorial Tournament 2010 - Europäisches Olympisches Winter-Jugendfestival 2011 - U18-Junioren-Weltmeisterschaft 2011 - Ivan Hlinka Memorial Tournament 2011 - U20-Junioren-Weltmeisterschaft 2012 - U20-Junioren-Weltmeisterschaft 2013 - Weltmeisterschaft 2019 | - Weltmeisterschaft 2021 - Olympischen Winterspielen 2022 - Weltmeisterschaft 2022 - Weltmeisterschaft 2023 - Weltmeisterschaft 2024 - Weltmeisterschaft 2025 |

(Legende zur Spielerstatistik: Sp oder GP = absolvierte Spiele; T oder G = erzielte Tore; V oder A = erzielte Assists; Pkt oder Pts = erzielte Scorerpunkte; SM oder PIM = erhaltene Strafminuten; +/− = Plus/Minus-Bilanz; PP = erzielte Überzahltore; SH = erzielte Unterzahltore; GW = erzielte Siegtore; 1 Play-downs/Relegation; Kursiv: Statistik nicht vollständig)